# Perfect world
Perfect world es el sexto EP de la cantante japonesa de I've Sound, Eiko Shimamiya, que fue publicado el 2 de abril de 2010. Este el primer extended play que la intérprete publica desde el año 2005, e incluye las caras B de los sencillos, Chikai y Super scription of data. Este disco entró en la lista Oricon en el puesto 91, siendo este le álbum menos exitoso de la carrera de Eiko Shimamiya.
Para este disco la cantante, aparte de los productores de I've Sound, además cuenta con la colaboración del compositor francés, Eric Moquet, del grupo Deep Forest.

## Canciones
1. Perfect world
Letra y composición: Eiko Shimamiya
Arreglos: Eric Mouquet
2. Binaural beat
Letra y composición: Eiko Shimamiya
Arreglos: SORMA
3. Haru sora (春空)
Letra y composición: Eiko Shimamiya
Arreglos: Tomoyuki Nakazawa
4. OXISOLS
Letra: Eiko Shimamiya
Composición y arreglos: SORMA
5. Dhobhi ghath
Letra y composición: Eiko Shimamiya
Arreglos: Seiichi kyouda
6. Yubi (指)
Letra: Eiko Shimamiya
Composición: Moriai Chiduko
Arreglos: Maiko Iuchi
7. Sunny place
Letra y composición: Eiko Shimamiya
Arreglos: Maiko Iuchi
8. Electric universe
Letra: Eiko Shimamiya
Composición y arreglos: SORMA
9. Day by day
Letra y composición: Eiko Shimamiya
Arreglos: Seiichi Kyouda

- Datos: Q11698923